# Daniel Schorn
Daniel Schorn (Saalfelden, 21 oktober 1988) is een Oostenrijks wielrenner. Hij begon zijn loopbaan als mountainbiker maar stapte later over naar de wegwedstrijden. 

## Belangrijkste resultaten

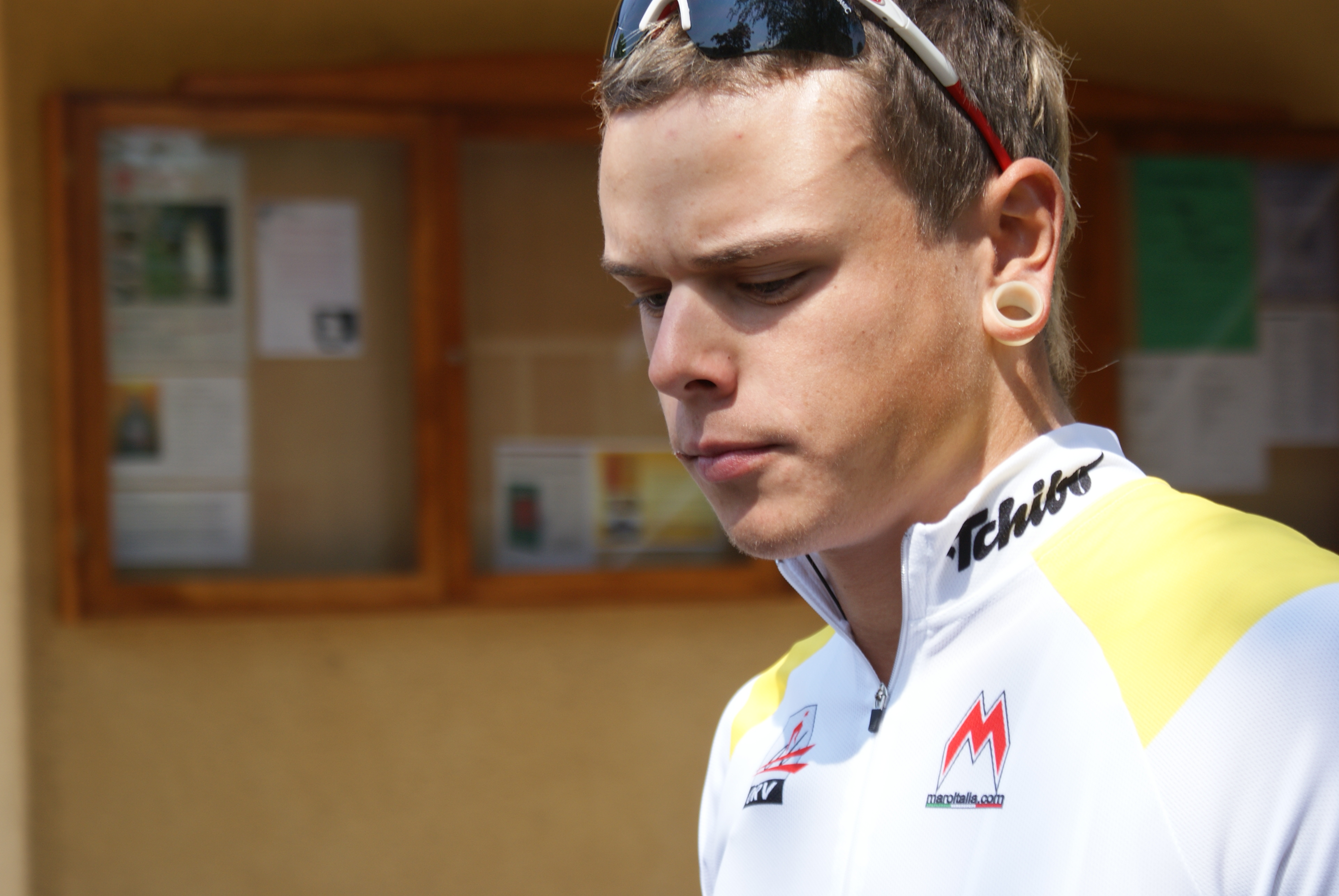
Daniel Schorn in 2009

2004
- Nationaal kampioenschap op de weg, junioren

2008
- 1e etappe ARBÖ-Raiba ÖBV Radsporttage

2010
- 3e etappe Ronde van Normandië
- 2e en 6e etappe Ronde van Slowakije

2012
- 2e etappe B Internationale Wielerweek (ploegentijdrit)

2016
- 1e etappe Ronde van Rhône-Alpes Isère

## Resultaten in voornaamste wedstrijden
| Jaar | Ronde van Italië | Ronde van Frankrijk | Ronde van Spanje |
| ---- | ---------------- | ------------------- | ---------------- |
| 2012 | 124e             |                     |                  |
| 2013 |                  |                     | opgave           |
| 2014 |                  |                     |                  |
| 2015 |                  |                     |                  |

| Jaar | Gent-Wevelgem | Ronde van Vlaanderen | Amstel Gold Race | Eschborn-Frankfurt | Parijs-Tours |  | WK op de weg |
| ---- | ------------- | -------------------- | ---------------- | ------------------ | ------------ |  | ------------ |
| 2012 |               | opgave               |                  | 8e                 |              |  | opgave       |
| 2013 |               | opgave               | opgave           | 43e                |              |  |              |
| 2014 | opgave        |                      |                  |                    |              |  |              |
| 2015 |               |                      |                  |                    | 76e          |  |              |

## Ploegen
- 2008- Elk Haus-Simplon
- 2009- Elk Haus
- 2010- Team NetApp
- 2011- Team NetApp
- 2012- Team NetApp
- 2013- Team NetApp-Endura
- 2014- Team NetApp-Endura
- 2015- Bora-Argon 18

Denifl · 
Eibegger · 
Fankhauser · 
G. Lauscha · 
R. Lauscha · 
Murer · 
Pichler · 
Radochla · 
Rohregger · 
Rucker · 
Schorn · 
Starzengruber · 
Summer · 
Thurau · 
Totschnig · 
Trampusch · 
Valach
Bárta · 
Benedetti · 
Camaño · 
De la Cruz · 
Dempster · 
Downing · 
Eichler · 
Huzarski · 
Jarc ·   
Kluge ·   
König · 
Matzka · 
McEvoy ·
Mendes · 
Rowsell · 
Schillinger · 
Schorn · 
Schwarzmann · 
Thwaites · 
Voss · 
Wetterhall
Bárta · 
Benedetti · 
Bennett · 
Camaño · 
De la Cruz · 
Dempster · 
Huzarski · 
Jarc · 
König · 
Machado · 
Matzka · 
McEvoy · 
Mendes · 
Padour · 
Rowsell · 
Schillinger · 
Schorn · 
Schwarzmann · 
Thwaites · 
Voss  · 
Konrad (stagiair) · 
Krieger (stagiair) · 
Mühlberger (stagiair) 
Archbold · Bárta · Bauhaus · Benedetti · Bennett · Buchmann · Dempster · Huzarski · Konrad · Matzka · Mendes · Nerz · Pfingsten · Salerno · Schillinger · Schorn · Schwarzmann · Thurau · Thwaites · Voss · Mühlberger (stagiair) · Pöstlberger (stagiair)